# Petermannia
Petermannia — єдиний рід рослин родини Petermanniaceae. Petermannia cirrosa, єдиний вид роду, є ендеміком штатів Новий Південний Уельс і Квінсленд в Австралії. Це колюча ліана з жилавими стеблами, яка виростає до 6 метрів у висоту і має ланцетоподібні, яйцеподібні або еліптичні листя з гострою верхівкою. Квітки, які з’являються влітку, мають відігнуті червонувато-зелені або білі листочки оцвітини. Далі йдуть округлі червоні ягоди.

## Виноски
1. ↑  Stevens, P. F. (July 2012). Angiosperm Phylogeny Website.
2. 1 2 3  Harden, G.J. Petermannia. PlantNET - New South Wales Flora Online. Royal Botanic Gardens & Domain Trust, Sydney Australia. Процитовано 13 квітня 2009.